# Zamek w Suchej Beskidzkiej

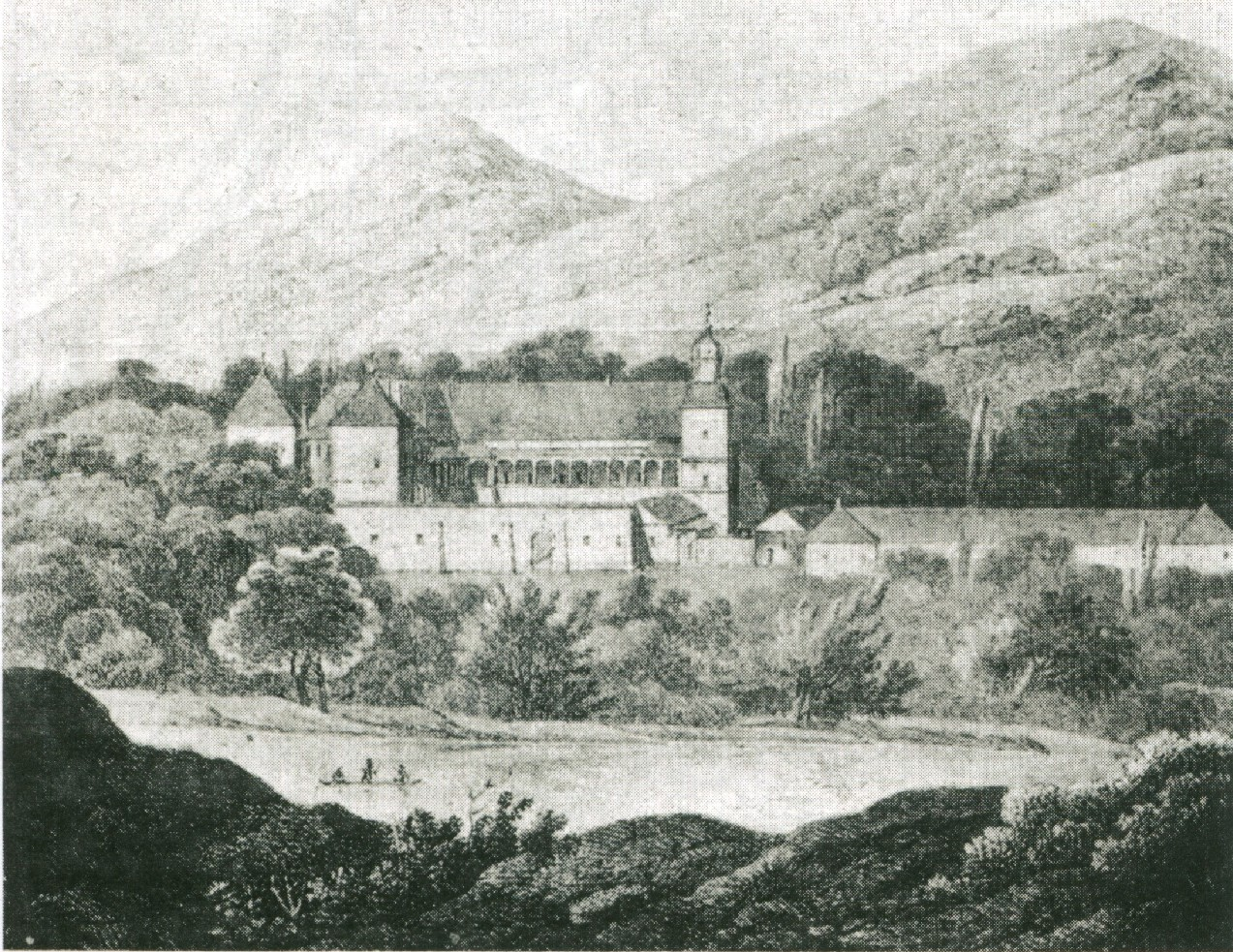
Zamek suski w I poł. XVIII wieku, widoczny wysoki mur obronny

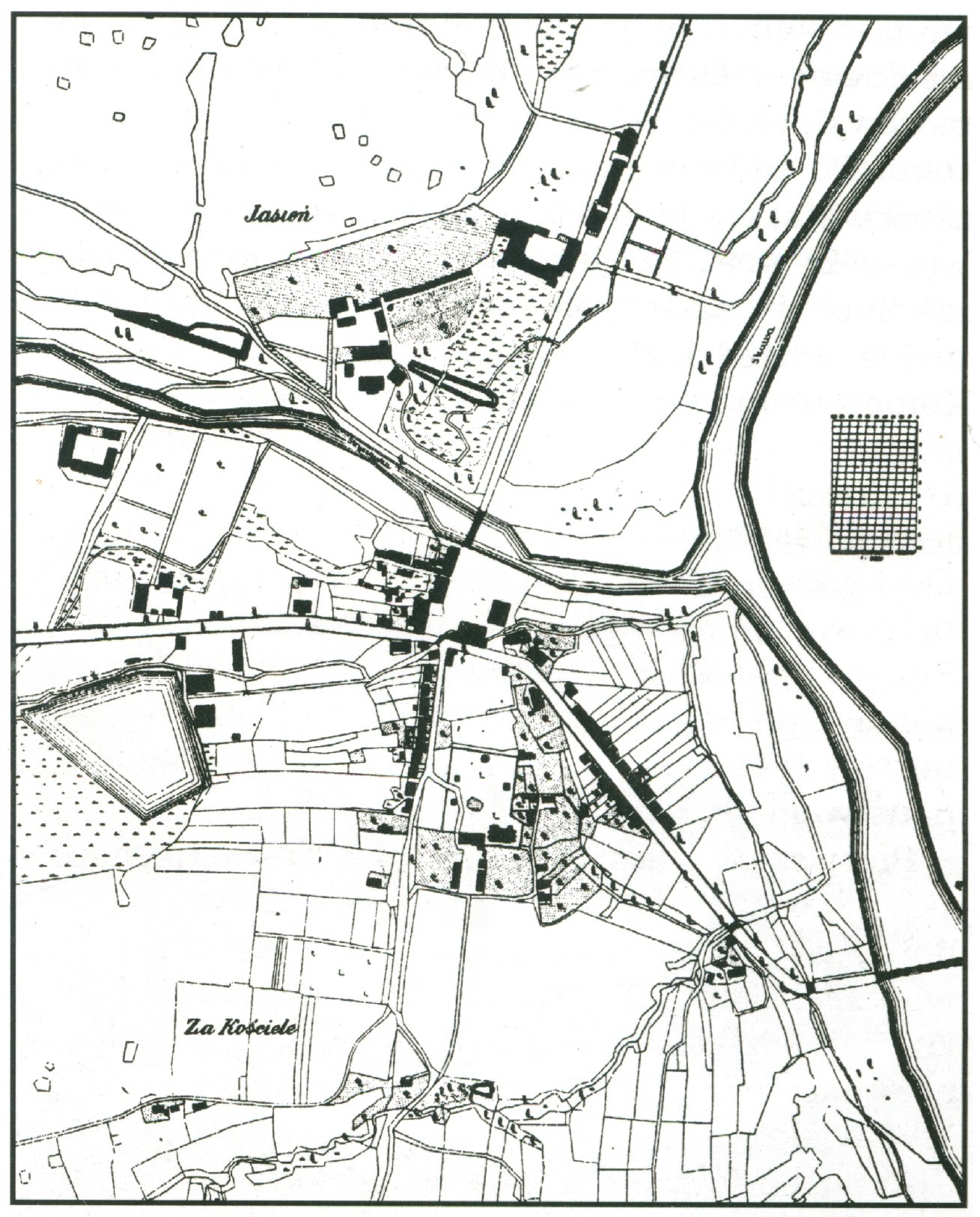
Plan Suchej z 1844, zamek znajduje się w północnej części ówczesnej wsi

Zamek w Suchej Beskidzkiej (Zamek Suski) – renesansowy zamek w Suchej Beskidzkiej, magnacka rezydencja kolejnych właścicieli dóbr suskich: Castiglione-Suskich, Komorowskich, Wielopolskich, Branickich i Tarnowskich. Nazywany „Małym Wawelem” ze względu na podobieństwo (zwłaszcza dziedzińca) do krakowskiego zamku królewskiego. Siedziba Muzeum Miejskiego Suchej Beskidzkiej.
Zamek położony jest u stóp góry Jasień, niedaleko ujścia Stryszawki do Skawy. Znajduje się kilkaset metrów na północ od centrum miasta.

## Historia
Prawdopodobnie na tym samym miejscu istniał wcześniej drewniany dwór Słupskich, który uległ jednak zniszczeniu w pożarze. Właściwe początki zamku suskiego należy wiązać z osobą Kaspra Suskiego, który postawił (prawdopodobnie w latach 1554–1580) na tym samym miejscu kamienny dwór o charakterze obronnym. Jego pozostałości stanowią obecnie część rozbudowanego później południowego skrzydła zamku. Znany jest jeden z ówczesnych architektów, Gregorius Kaczorowski, który był zatrudniony przy budowie zamku w 1580.
W 1608 zamek trafił w ręce Komorowskich. Znacznej rozbudowy dokonał pierwszy właściciel z tego rodu, Piotr Komorowski. Powstał wtedy trójskrzydłowy układ zamku zachowany do dzisiaj. Pewne cechy stylu architektonicznego zamku wskazują, że w jego przebudowie brał udział Paweł Baudarth, architekt Mikołaja Zebrzydowskiego z pobliskiej Kalwarii. Kolejnej rozbudowy dokonała na początku XVIII wieku Anna Wielopolska, która dobudowała dwie wieże i zmodernizowała wnętrze zamku. Wielopolscy byli najdłużej w posiadaniu zamku – od roku 1665 do 1843.
W 1843 zamek kupił Aleksander Branicki. W latach 1882–1887 jego syn hrabia Władysław Branicki zdecydował się przeprowadzić generalną restaurację zamku pod kierunkiem Tadeusza Stryjeńskiego. Niestety kilkanaście lat później, w 1905, zamek zniszczył pożar. Odbudowy podjął się ponownie ten sam architekt. Do 1843 zamek otoczony był wysokim murem obronnym, sięgającym wysokości pierwszego piętra. Braniccy zdecydowali o jego zburzeniu i postawieniu w jego miejsce ogrodzenia z żelaznych prętów.
W 1922 zamek przeszedł w ręce Tarnowskich, w których posiadaniu był aż do wybuchu II wojny światowej. W czasie obu wojen światowych na zamku mieścił się szpital dla żołnierzy. Po II wojnie światowej, opuszczony przez dawnych właścicieli, zamek pełnił różne funkcje: stanowił siedzibę suskiego gimnazjum (przekształconego w liceum ogólnokształcące), mieściły się tutaj internat liceum, fabryka mebli, magazyn Gminnej Spółdzielni. W 1975 Państwowe Zbiory Sztuki na Wawelu zdecydowały o otwarciu w nim filii muzeum wawelskiego. Rozpoczęto wówczas trwającą do 1991 generalną restaurację i konserwację obiektu. W 1996 zamek został przekazany miastu Sucha Beskidzka do użytkowania. Na zamku mieści się Miejski Ośrodek Kultury oraz hotel i restauracja „Kasper Suski”. 4 kwietnia 2016 roku po wieloletnich staraniach władz miasta Sucha Beskidzka zespół zamkowo-parkowy zawartym aktem notarialnym stał się własnością miasta Sucha Beskidzka.

## Wygląd i wnętrze zamku
Zamek ma prostą, trójskrzydłową konstrukcję, z otwartym na wschód dziedzińcem. Ozdobiony jest czterema wieżami, wysuniętymi na zewnątrz. Skrzydła południowe i zachodnie są dwupiętrowe, a skrzydło północne – parterowe. Od strony dziedzińca, wyższe skrzydła ozdobione są krużgankami.
Główna sala na zamku to tzw. Sala Marszałkowska (Rycerska), w której odbywały się wielkie uroczystości dworskie. Z dawnego wyposażenia zachował się jedynie kamienny kominek.
Z innych wnętrz zamkowych na uwagę zasługuje kaplica zamkowa, znajdująca się w wieży zegarowej. Jej ściany pokrywa słabo już zachowana polichromia.

## Park zamkowy
W sąsiedztwie zamku, od jego południowej strony, znajduje się obszerny park o XIX-wiecznym założeniu. W parku przeważają typowe dla Polski drzewa: jesiony, dęby, lipy oraz graby. Spośród sprowadzonych do parku innych gatunków roślin przyjęły się: platan klonolistny, dąb czerwony, sosna wejmutka i buk czerwony. Środek parku zajmuje rozległa łąka, a za nią znajduje się niewielki staw. Między drzewami przepływa kilka strumyków, nad którymi przerzucono kamienne mostki.
Za czasów Kaspra Suskiego istniał niewielki ogród włoski z kwiatami i warzywami, który poszerzyła Anna Wielopolska na początku XVIII wieku. Miał on wówczas formę ogrodu barokowego z geometrycznie formowanymi krzewami. Za jej czasów zbudowano również oranżerię. W 2015 znajdowała się w złym stanie technicznym. Na początku XIX wieku park przekomponowali Wielopolscy, nadając mu charakter parku krajobrazowego. Ostateczny kształt romantycznego parku krajobrazowego nadali mu Braniccy, którzy zasadzili nowe gatunki drzew i krzewów, przebudowując także oranżerię w stylu neogotyckim. Park był kilkakrotnie niszczony przez wylewy rzek, m.in. w 1784 r.
Na południowym krańcu parku znajduje się tzw. Domek Ogrodnika, dawne zabudowania gospodarcze zamku. Mieści się w nich Muzeum Ziemi Suskiej.

## Biblioteka zamkowa
Sale parteru południowego skrzydła zamku mieściły bogate zbiory biblioteczno-muzealne Branickich, a później Tarnowskich. Aleksander Branicki i jego syn Władysław stworzyli swoje zbiory dzięki kolejnym zakupom różnych kolekcji polskich i zagranicznych. W tym okresie Braniccy gromadzili rozmaite obiekty: obrazy, rzeźby, grafikę, militaria, pamiątki masońskie, monety, medale, archiwalia, mapy i atlasy, rękopisy historyczne i literackie, starodruki i współczesne im książki. Podstawę biblioteki stanowiły zbiory zakupione m.in. od Andrzeja Edwarda Koźmiana (w 1851 r., 3300 druków i 71 rękopisów), Józefa Ignacego Kraszewskiego (w 1869 r., ok. 7 tys. egzemplarzy rycin, rysunków, grafik i akwarel), żony A. Branickiego, Anny Hołyńskiej (kolekcja muzykaliów, m.in. nut), Adama Honorego Kirkora (w 1871 r., ok. 2000 autografów), niezidentyfikowanego do dziś Feliksa Wesołowskiego (lata 70., monety, medale i cenne archiwalia), suskiego proboszcza Franciszka Ksawerego Ciesielskiego (w 1873 r., ok. 1200 tomów) czy dyrektora komisji skarbowej w Warszawie Karola Łaskiego (w 1876 r., ok. 11,5 tys. jednostek).
Pieczę nad zbiorami utrzymywali specjalnie zatrudniani bibliotekarze. W latach 1866–1881 biblioteką zajmował się Franciszek Kandyd Nowakowski, który zinwentaryzował blisko 16 tys. druków. W latach 1882–1919 funkcję bibliotekarza pełnił Michał Żmigrodzki, który m.in. uporządkował i naukowo opisał zbiór numizmatyczny.
Zbiory biblioteczne, liczące ostatecznie łącznie 55 tysięcy woluminów (według spisu z 1932), zawierały m.in. tak cenne obiekty jak XIII-wieczną biblię pergaminową, zdobioną iluminacjami, 22 inkunabuły oraz 666 XVI-wiecznych tomów wydanych drukiem. Zamkowa biblioteka stanowiła ważne centrum naukowe i kulturalne tej części kraju. Z jej zasobów korzystali m.in. profesorowie Uniwersytetu Jagiellońskiego czy Lwowskiego.
Podczas II wojny światowej duża część zbiorów została zniszczona, a pozostała uległa znacznemu rozproszeniu. Zachowane części księgozbioru i archiwów suskiego zamku trafiły m.in. do Biblioteki Zakładu Narodowego im. Ossolińskich we Wrocławiu, Biblioteki Jagiellońskiej, Biblioteki Miejskiej w Gdańsku. Część archiwaliów trafiła do Archiwum Głównego Akt Dawnych w Warszawie i Archiwum Państwowego w Krakowie. Zbiory malarstwa trafiły w dużej mierze do krakowskich muzeów, w tym do muzeum na Wawelu. Tam też znajduje się wspomniana wyżej iluminowana biblia. Natomiast rysunki i grafiki trafiły w większości do warszawskiej Biblioteki Narodowej.

## Galeria

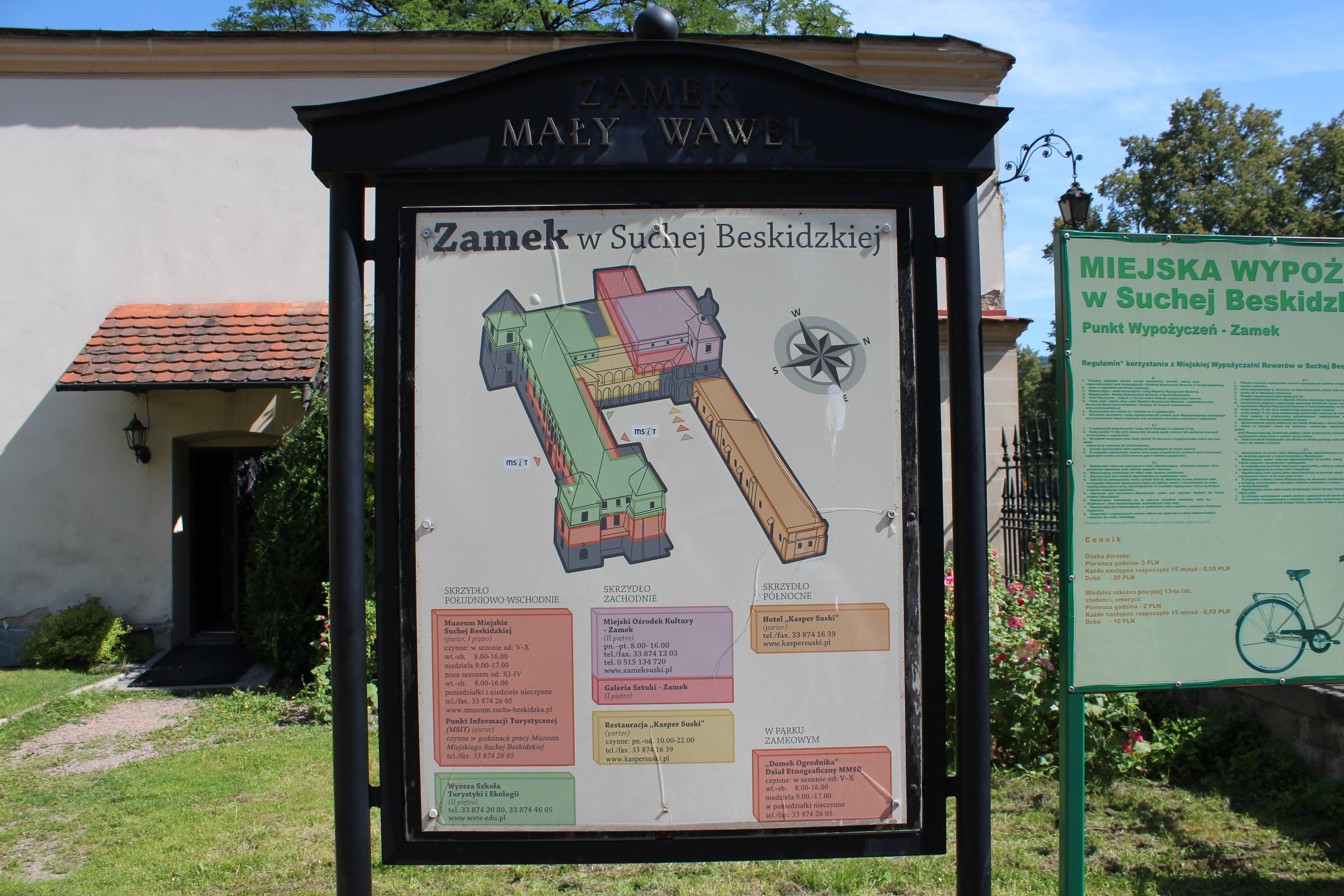
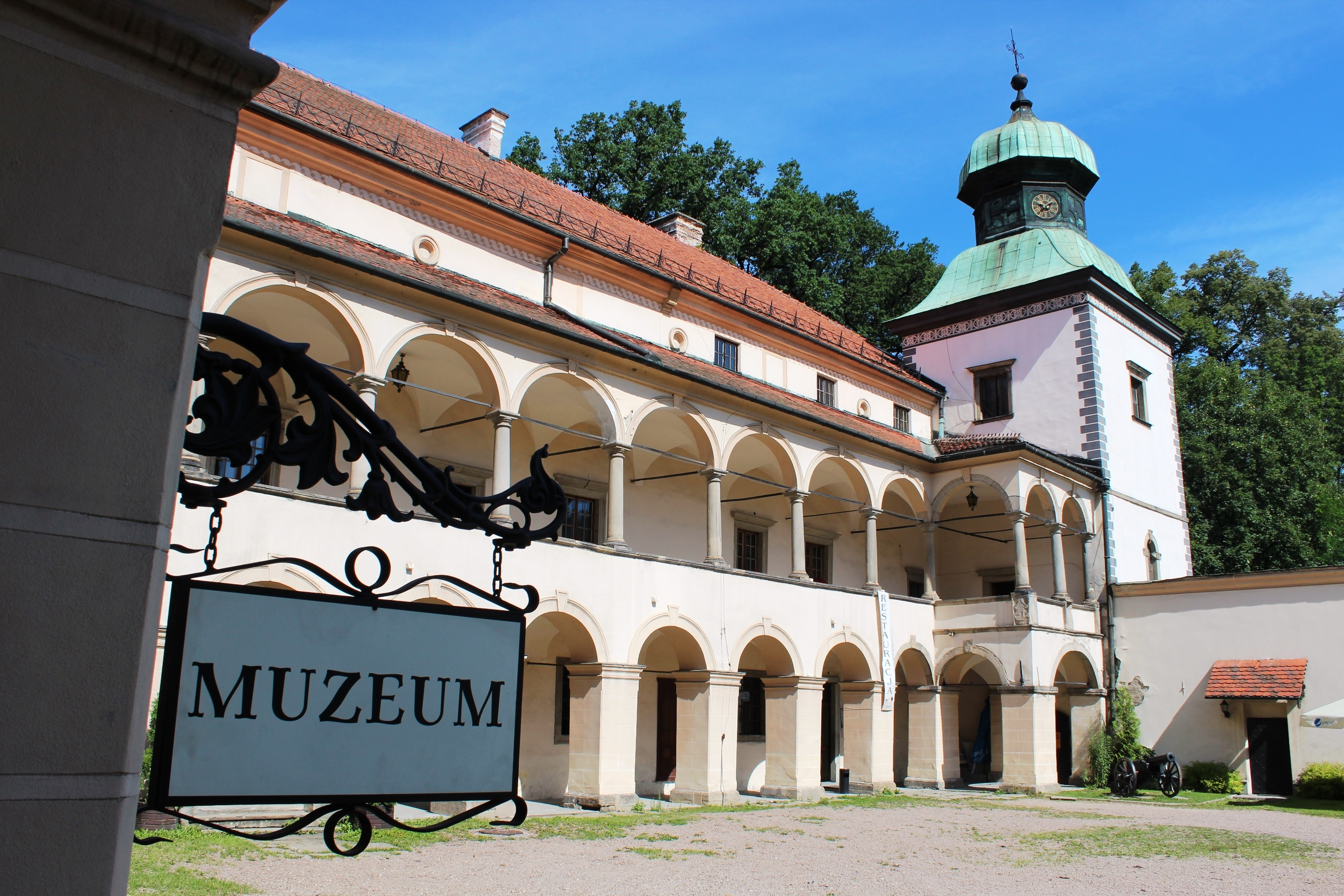
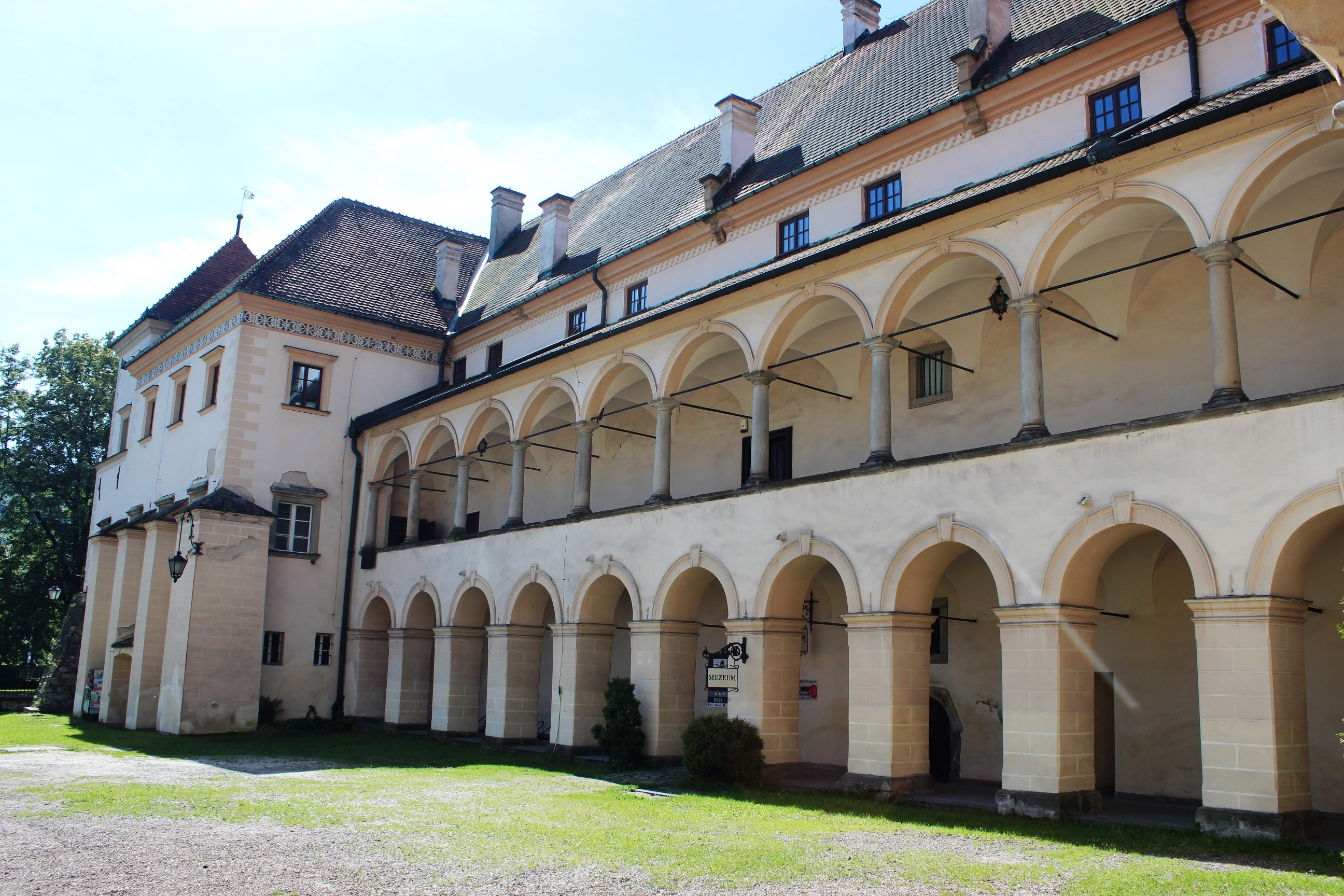
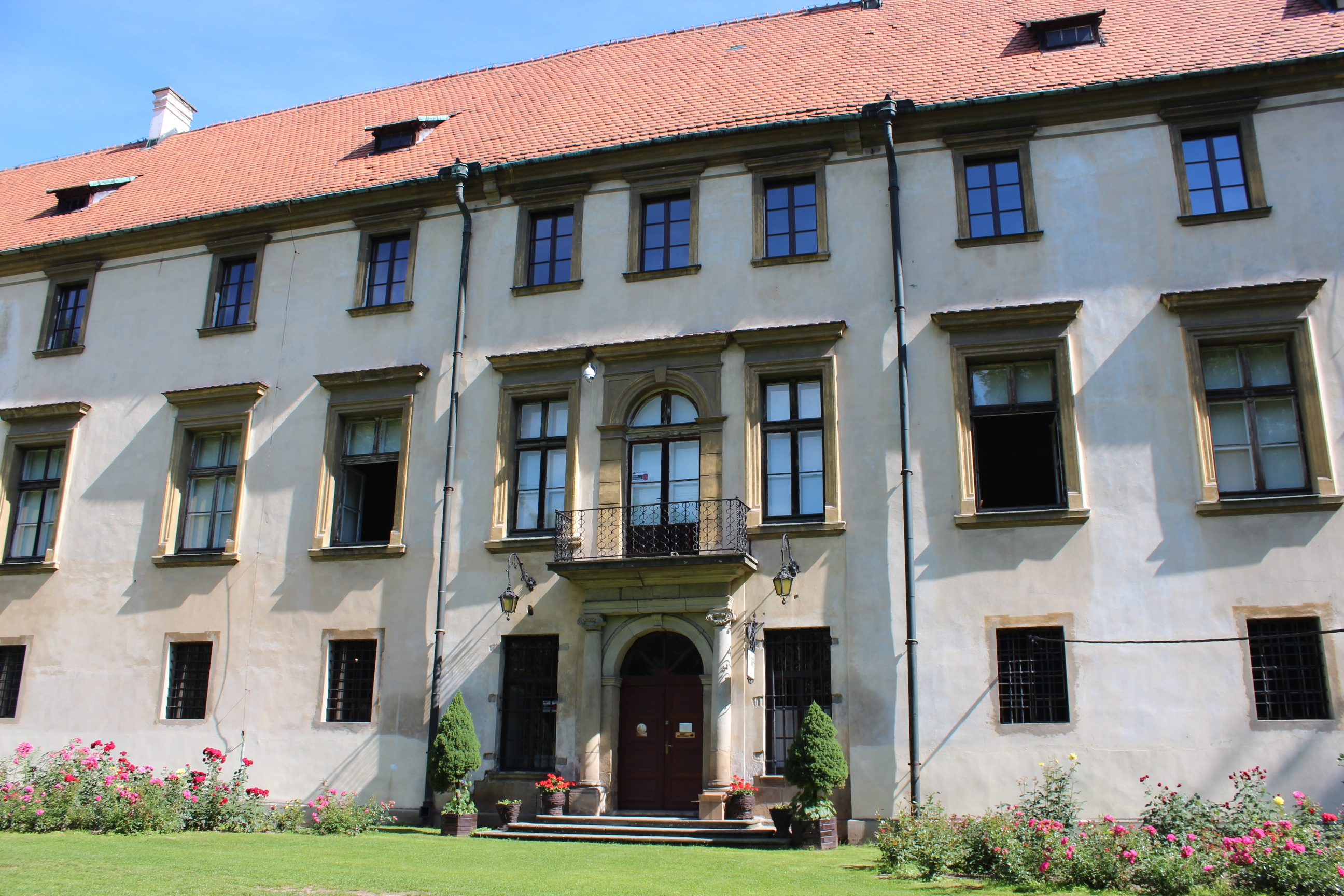
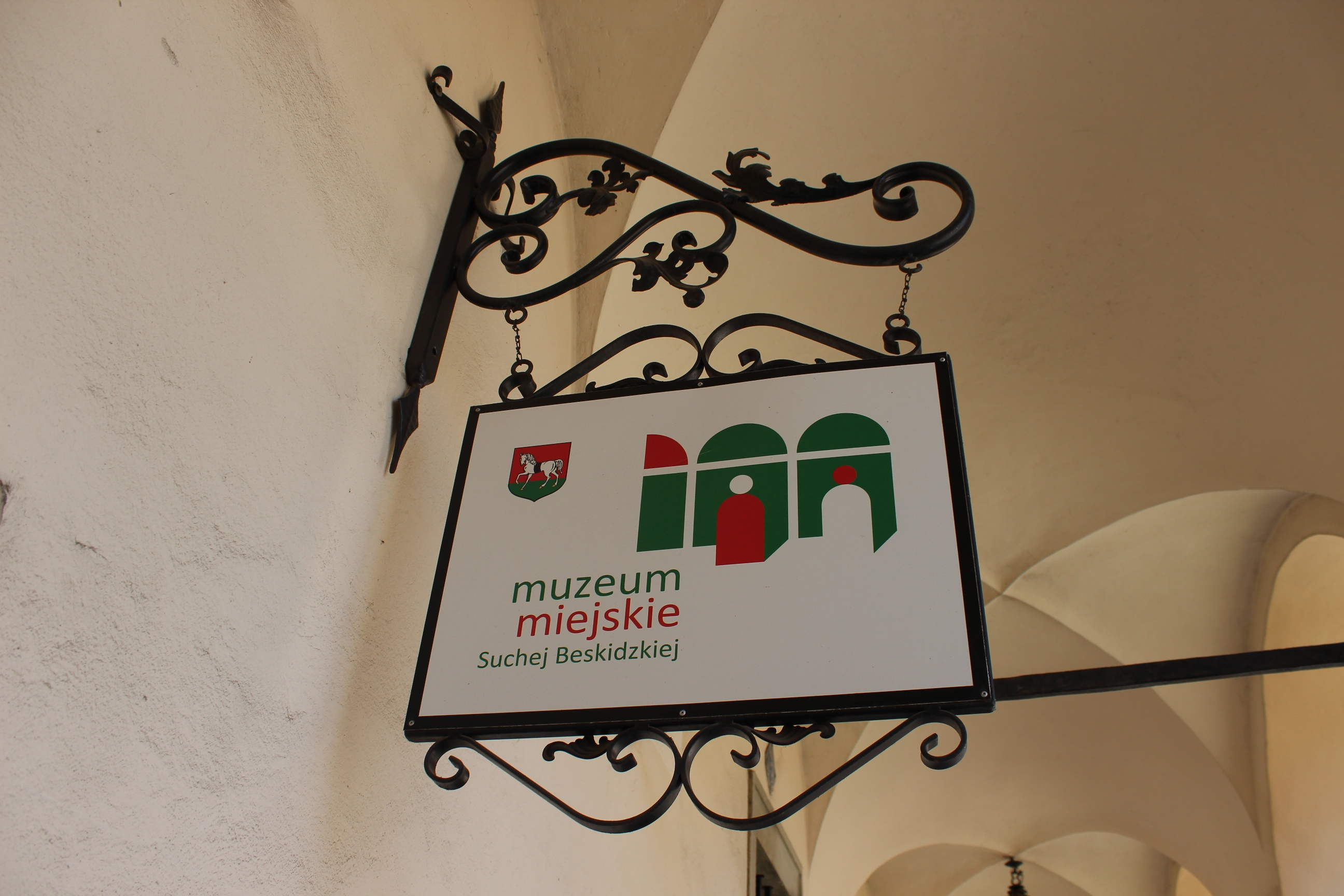
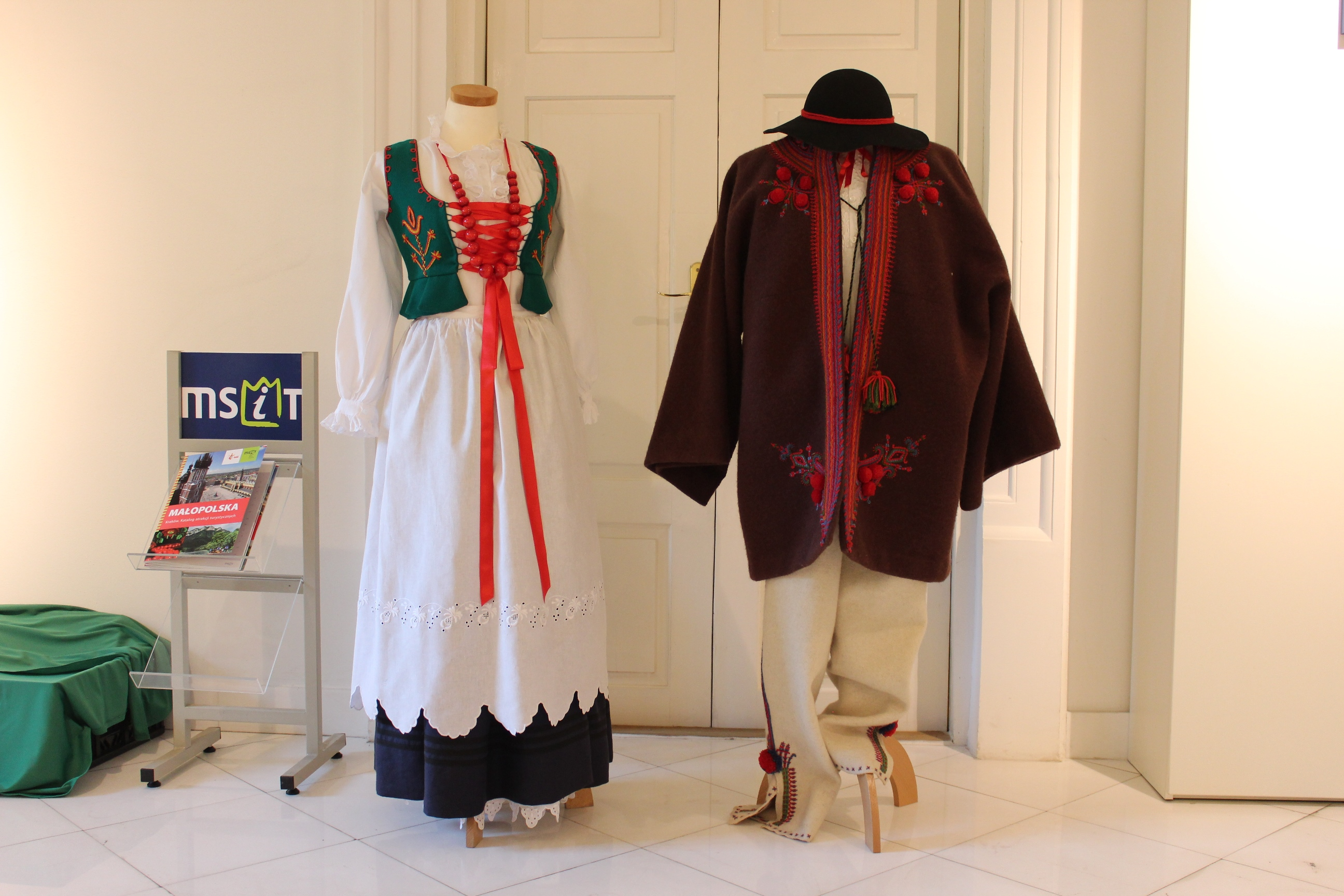
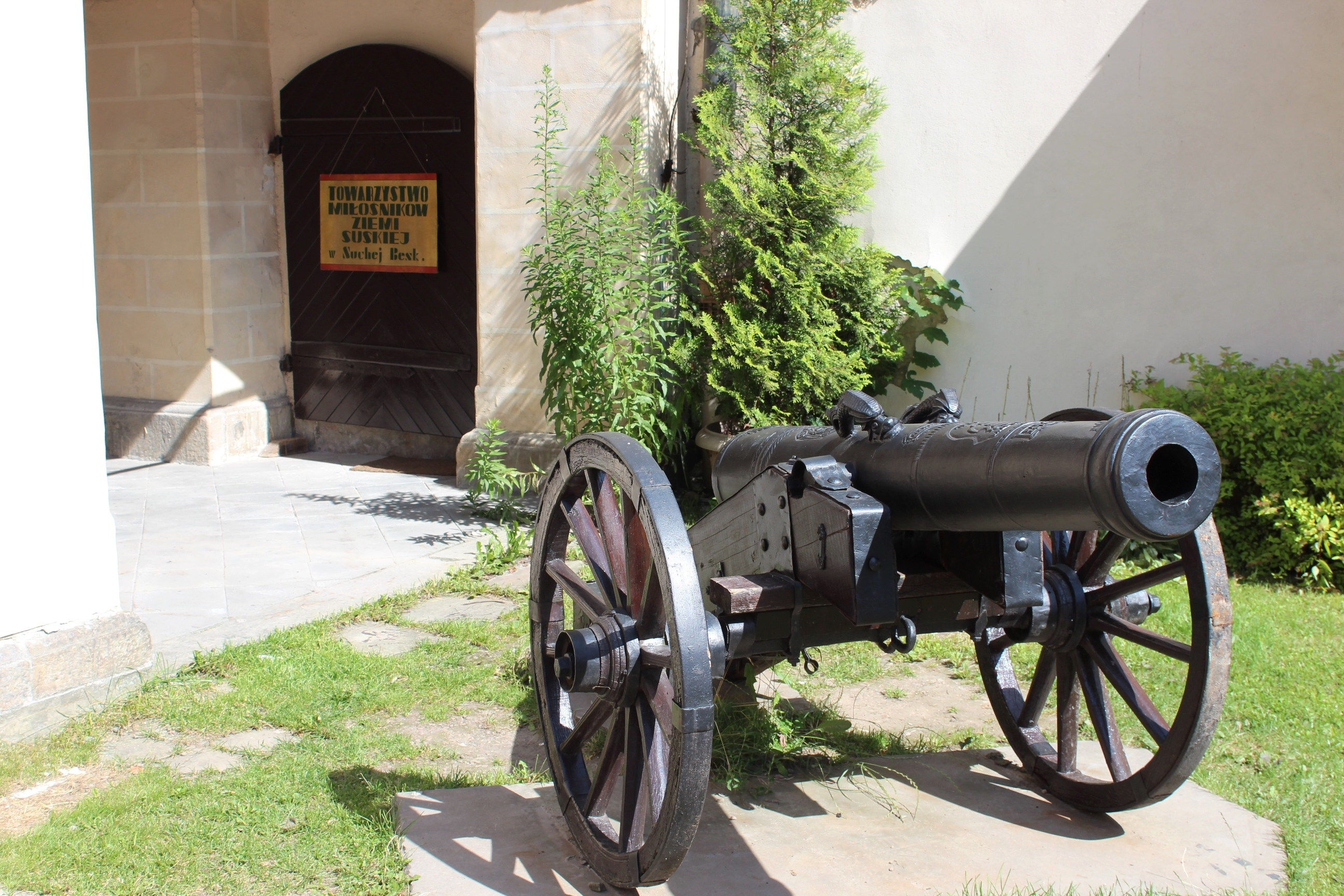
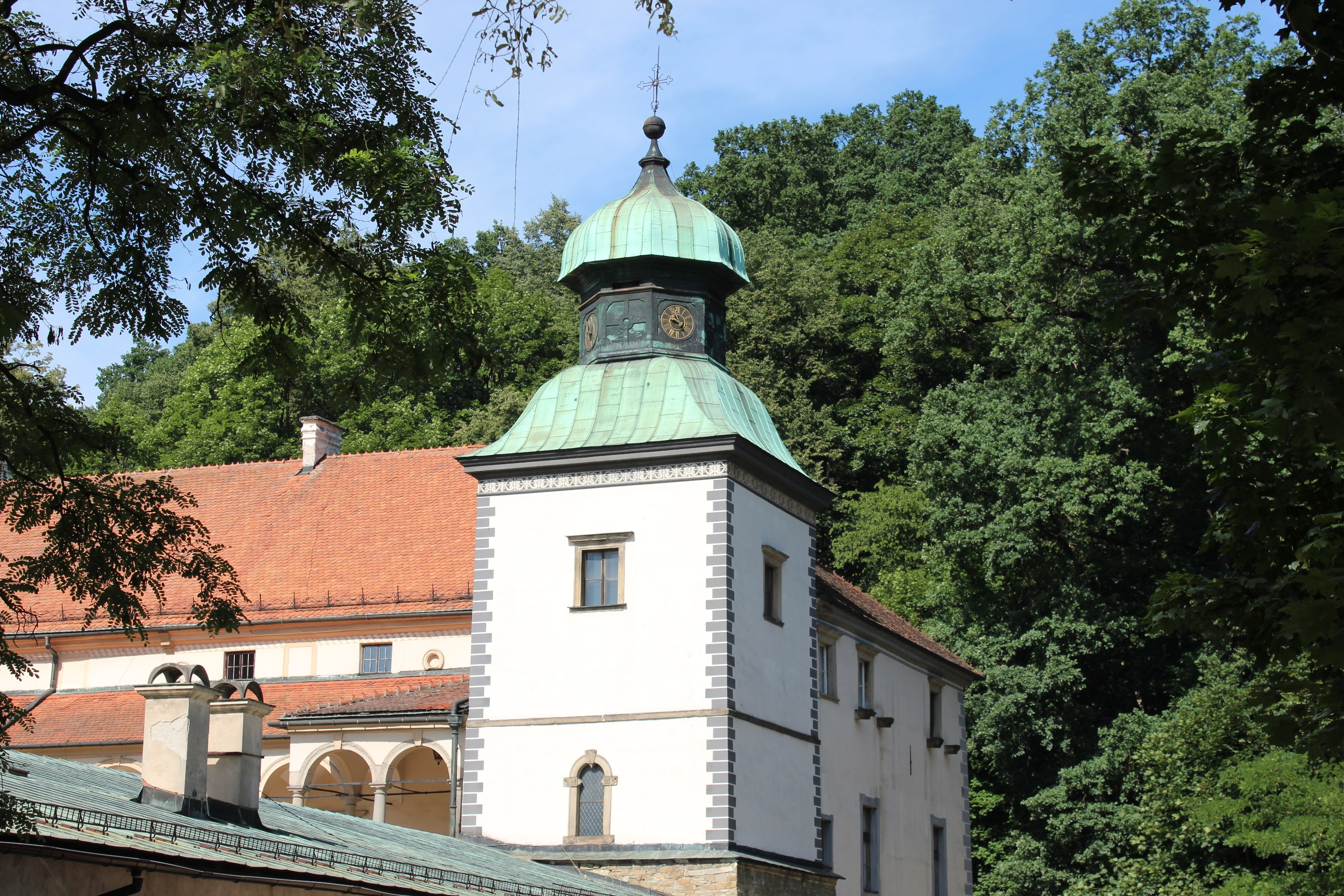